# Canh Hiển
Canh Hiển là một xã thuộc huyện Vân Canh, tỉnh Bình Định, Việt Nam.

## Địa lý
Xã Canh Hiển có diện tích 36,67 km², dân số năm 2022 là 2.826 người, mật độ dân số đạt 77 người/km².

## Hành chính
Xã Canh Hiển được chia thành 4 thôn: Chánh Hiển, Hiển Đông, Tân Quang, Thanh Minh.